# Ułu-Karamały
Ułu-Karamały (ros. Улу-Карамалы) – wieś (dieriewnia) w Rosji, w Baszkortostanie, w rejonie iglińskim. W 2010 liczyła 175 mieszkańców.